# Hiroshi Ninomiya
Hiroshi Ninomiya (Tokyo, 13 febbraio 1937) è un allenatore di calcio ed ex calciatore giapponese, di ruolo attaccante.

## Statistiche

### Presenze e reti nei club
| Stagione | Squadra       | Campionato | Campionato | Campionato |
| Stagione | Squadra       | Comp       | Pres       | Reti       |
| -------- | ------------- | ---------- | ---------- | ---------- |
| 1965     | Mitsubishi HI | JSL        | ?          | ?          |
| 1966     | Mitsubishi HI | JSL        | ?          | ?          |
| 1967     | Mitsubishi HI | JSL        | ?          | ?          |
| 1968     | Mitsubishi HI | JSL        | ?          | ?          |
|          | Totale        |            | 45         | 8          |